# Клінічний госпіталь Західного регіонального управління Державної прикордонної служби України
Військово-медичний клінічний центр м. Львів Державної прикордонної служби України - є регіональним центром всієї Західної ділянки Державного кордону України.

## Статус
В зоні своєї медичної відповідальності охоплює 7 областей (Львівську, Волинську, Закарпатську, Івано-Франківську, Рівненську, Чернівецьку, Тернопільську).
Військово-медичний клінічний центр розрахований на 200 госпітальних ліжок.
Військово-медичний клінічний центр акредитований, як медичний заклад першої категорії (акредитаційний сертифікат: Серія МЗ № 013056 від 28 липня 2016 року.

Є структурним медичним підрозділом Центрального клінічного госпіталю ДПСУ в м. Києві. Загалом госпіталь розраховано на двісті ліжок. 
Військово-медичний клінічний центр Державної прикордонної служби України надає МЕДИЧНІ ПОСЛУГИ ДЛЯ ГРОМАДЯН УКРАЇНИ:
-       Рентген, УЗД, ЕКГ, добовий моніторинг ЕКГ (Холтерівське моніторування) та АТ, Фіброгастроскопія.
-       Лабораторна діагностика.
-       Поліклініка, консультації лікарів за всіма медичними профілями (терапія, неврологія, інфекція, ЛОР, офтальмологія, гінекологія, хірургія, психіатр, нарколог, гастроентеролог, ендокринолог, кардіолог).
-       Можливість лікування на денному стаціонарі.
-       Лікувальні відділення (неврологія, хірургія, травматологія та ортопедія (протезування), гінекологія, дерматовенерологія, кардіологія, терапія, стоматологія (протезування).
-       Фізіотерапевтичні процедури (озокеритолікування, ультразвукова терапія, електростимуляція, УВЧ-терапія, магнітотерапія, світлотерапія (лазерна, УФО), електрофорез, масаж, постізометрична релаксація, ЛФК, інгаляції, галотерапія-соляна кімната)
-       Реабілітація хворих.
-       Транспортування хворих.

## Історія
Днем заснування госпіталю вважають 1 грудня 1939 р., коли було створено лазарет Львівського прикордонного загону. У серпні 2003 р., відповідно до Закону України «Про Державну прикордонну службу України», наказом Адміністрації ДПСУ госпіталь отримав назву Львівський госпіталь Державної прикордонної служби України.
20 червня 2006 року наказом міністра охорони здоров’я №406 надано статус клінічного лікувально-профілактичного закладу. З 1939 р. госпіталь місце дислокації не змінював і працює за адресою: вулиця Личаківська, 107 (неподалік Шевченківського гаю).

## Сучасний стан
Історія медичного центру
Військово-медичний клінічний центр розташований у серці Західної України - мальовничому старовинному місті Лева – Львові у рекреаційній зоні, неподалік від музею народної архітектури і побуту “Шевченківський гай”.
1 грудня 1939 року був створений лазарет Львівського прикордонного загону. 
В серпні 2003 року відповідно до Закону України "Про Державну прикордонну службу України" наказом Адміністрації Державної прикордонної служби України медичний заклад отримав назву Львівський госпіталь Державної прикордонної служби України.
20 червня 2006 року наказом Міністра охорони здоров’я України № 406 надано статус клінічного лікувально-профілактичного закладу.
20 липня 2017 року з метою оптимізації оперативно-службової діяльності органів Держприкордонслужби України наказом Адміністрації Державної прикордонної служби України госпіталь перейменований  в військово-медичний клінічний центр м. Львів Державної прикордонної служби України.
З 1939 року  по теперішній час Військово-медичний клінічний центр м. Львів місце дислокації не змінював.
ВІЙСЬКОВО-МЕДИЧНИЙ КЛІНІЧНИЙ ЦЕНТР М. ЛЬВІВ МАЄ ЛІЦЕНЗІЮ НА ПРОВЕДЕННЯ МЕДИЧНОЇ ПРАКТИКИ СЕРІЯ АВ № 567921 ВІД 11 ЛИСТОПАДА 2010 РОКУ ЗА ТАКИМИ ВИДАМИ ДІЯЛЬНОСТІ:
Лікарські спеціальності:
Хірургія, акушерство і гінекологія, офтальмологія, отоларингологія, терапія, неврологія, дерматовенерологія, рентгенологія, функціональна діагностика, ультразвукова діагностика, ендоскопія, ортопедія і травматологія, клінічна лабораторна діагностика, анестезіологія, дієтологія, інфекційні хвороби, кардіологія, клінічна біохімія, лікувальна фізкультура, ортопедична стоматологія, терапевтична стоматологія, хірургічна стоматологія, фізіотерапія, санологія, гастроентерологія, загальна практика - сімейна медицина, народна та нетрадиційна медицина, проктологія, ревматологія, трансфузіологія, урологія, психіатрія, наркологія, організація і управління охороною здоров’я, медицина невідкладних станів.
Спеціальності молодших спеціалістів з медичною освітою:
сестринська справа, лікувальна справа, лабораторна справа (клініка), рентгенологія, ортопедична стоматологія, сестринська справа (операційна), лікувальна справа (невідкладні стани).
Лікувально-діагностичний процес у закладі проводять досвідчені, висококваліфіковані медичні працівники.
У медичному центрі  функціонують:
- клініка хірургії з хірургічним відділенням та відділенням анестезіології, реанімації та інтенсивної терапії, ендоскопічним кабінетом;
- клініка терапії з терапевтичним, кардіологічним та фізіотерапевтичним відділенням;
- клініка неврології та реабілітації хворих з неврологічним відділенням та відділенням народної та нетрадиційної медицини;
- клініка амбулаторно – поліклінічної допомоги з денним стаціонаром з поліклінічним відділенням та мобільним лікувально – діагностичним комплексом, оснащений сучасними санітарними автомобілями для надання медичної допомоги у м. Львові та регіонах;
- стоматологічне відділення;
- дерматовенерологічне відділення;
- інфекційне відділення;
- рентгенологічне відділення.
Структурні підрозділи оснащені сучасною технікою, у кожному відділенні облаштовано палати з підвищеним комфортом.
У центрі  працюють кафедри терапії, хірургії, травматології, ортопедії та хірургії надзвичайних станів, інфекційних хвороб, неврології, поліклінічної справи, дерматовенерології Львівського національного медичного університету імені Данила Галицького, офтальмології та отоларингології Тернопільського державного медичного університету ім. Горбачевського. професорсько-викладацький склад проводить консультацію хворих.
Лікарський склад та сестринський медичний персонал постійно вдосконалює теоретичні знання та практичні навички на базі провідних зарубіжних медичних закладів (Республіка Польща). Бригади клінічного госпіталю неодноразово брали участь у навчаннях, семінарах, змаганнях з медичного рятівництва, займаючи призові місця як на Україні так і в Польщі, Литві.
За всі роки свого існування центр зажив доброї слави серед воїнів-прикордонників, членів їх сімей, ветеранів, жителів міста, області та сусідніх областей України.
Минали роки, змінювався колектив центру, але завдання були незмінні - стояти на сторожі життя і здоров'я воїнів-прикордонників, робити все можливе для найшвидшого одужання і повернення в стрій захисників Державного Кордону.

## Керівники
Начальник військово-медичного клінічного центру полковник медичної служби
ІВАЩЕНКО Андрій Андрійович
прийом громадян - щосереди з 15.00 до 16.00 
Перший заступник начальника центру – начальник медичної частини підполковник медичної служби
ІВАНЦІВ Роман Петрович
прийом громадян - щовівторка з 15.00 до 16.00
Заступник начальника центру – начальник відділу персоналу підполковник
ГРИШКІН Андрій Володимирович
прийом громадян - щочетверга  з 10.00 до 12.00
Заступник начальника центру з матеріально – технічного забезпечення
МАХОБЕЙ Сергій Володимирович
прийом громадян - щочетверга  з 15.00 до 16.00